# Phoenix (Rebsorte)
Die Weißweinsorte Phoenix ist eine Neuzüchtung des Julius Kühn-Instituts, Institut für Rebenzüchtung Geilweilerhof. Sie ging aus einer Kreuzung von Bacchus und Villard Blanc hervor. Verantwortlich zeichnete Professor Gerhardt Alleweldt. Der Name der Rebe weist auf das Fabeltier Phönix hin, das verbrennt, um aus der Asche neuzuerstehen.
Die ersten Gebietszulassungen erhielt die Rebsorte 1994, nachdem im Jahr 1992 der Sortenschutz und die Eintragung in die Sortenliste erfolgte. Wegen ihrer Frosthärte wird sie in Deutschland unter anderem im Weinbaugebiet Stargarder Land angebaut. In Hausgärten wird die Sorte aufgrund ihrer Robustheit und des Geschmacks auch gerne als Tafeltraube genutzt.
Im Jahr 2007 betrug die Anbaufläche in Deutschland 46 Hektar, nachdem die Fläche im Jahr 2001 bei 29 Hektar lag. Kleine Bestände sind auch in der Schweiz bekannt. (0,13 Hektar, Stand 2007).
Sie weist mittelfrühen Austrieb und Beerenreife auf, ist winterfrostfest und hoch resistent gegen die Pilzkrankheiten Echter Mehltau sowie Falscher Mehltau. Der Wein daraus zeichnet sich durch feines Muskataroma aus, ist kräftig vollmundig und mit frischer bis kräftiger Säure.

## Verbreitung
Die Sorte hatte im Jahr 2022 eine Anbaufläche von 45,18 Hektar in Deutschland.
Die Rebflächen in Deutschland verteilen sich wie folgt auf die einzelnen Anbaugebiete:
| Weinbaugebiet          | Rebfläche (Hektar) |
| Ahr                    | –                  |
| Baden                  | -                  |
| Franken                | 1                  |
| Hessische Bergstraße   | –                  |
| Mittelrhein            | -                  |
| Mosel                  | 3                  |
| Nahe                   | 12                 |
| Pfalz                  | 8                  |
| Rheingau               | -                  |
| Rheinhessen            | 18                 |
| Saale-Unstrut          | -                  |
| Sachsen                | -                  |
| Württemberg            | -                  |
| TOTAL Deutschland 2024 | 46                 |

Quelle: Rebflächenstatistik vom 25.07.2024, Statistisches Bundesamt, Wiesbaden in Beschreibende Sortenliste des Bundessortenamtes 2024, Seite 410f.